# 蕭岑
蕭岑（545年—592年10月16日），字智遠，南兰陵郡兰陵县（今江苏省常州市武进区）人，梁宣帝蕭詧第八子，梁明帝蕭巋之弟。

## 生平
蕭岑秉性簡貴，御下嚴整。大定元年（555年），封河間郡王，食邑三千户，天保初年，萧岑加柱国，出任侍中、使持节、骠骑大将军、开府仪同三司、总督荆州诸军事、荆州刺史，又被征召入朝出任司空公，升任司徒，改封吴王，进位太尉公，转任太宰。等到萧岑的侄子梁靖帝萧琮即位，萧岑自以为威望高且是辈分大的宗室，很是有不法行为。开皇五年（585年），隋文帝杨坚征召萧岑前往长安，任命萧岑为大将军，封怀义郡开国公，食邑两千户。开皇十二年九月五日（592年10月16日），萧岑在京城私人住宅中因病去世，虚岁四十八，开皇十二年葬于雍州大兴县小陵原，谥号比公。
蕭岑作有诗《棹歌行》，收入《乐府诗集》卷四十、《诗纪》卷百二十一。

## 子孙
- 第三子：萧瑾（564年－614年1月10日），字昞文，後梁中書侍郎、散骑常侍、永脩縣開國侯，隋滎陽郡新鄭縣令。[3]
  - 孙：萧氿（587年－615年8月10日），字德泉，排行第七，上党郡司功书佐。[4]
  - 孙：萧滨（592年－615年5月24日），字允藏，排行第十一，金紫光禄大夫。[5]
  - 孙：萧汾（593年－646年），字守德，亭山县令。夫人袁氏，隋秘书监袁充女。[6]
    - 曾孙：萧令思，括州括苍县令。
      - 玄孙：萧浮丘（－731年），唐州别驾。[7]
        - 来孙：萧安亲（697年－769年），字安亲，汝州司马。夫人太原王氏，齐国公王缙之妹。
          - 晜孙：萧敷，排行第一。[8]
          - 晜孙：萧徵（758年－824年），字公辟，排行第二，河南府洛阳县丞。夫人隴西李氏，辰州刺史李樟第三女。
            - 仍孙：萧仰之
            - 仍孙：萧行之
            - 仍孙女：蕭氏，嫁河中府猗氏縣主簿敬居貞。
            - 仍孙女：蕭氏，嫁虢州盧氏縣尉杜士長。
            - 仍孙女：蕭氏，嫁進士烏行矩。[9]

  - 孙：萧泽，廬州司马、金州长史。
    - 曾孙：萧令懲，字令懲，排行第三。[10]
    - 曾孙女：萧贞（631年－657年），嫁韶州乐昌县令王師協。[11][12]

  - 孙：萧凝，赵州司功參軍、雅州盧山縣令。
    - 曾孙：萧令臣（645年－700年），字祯之，太原府太原縣丞。夫人南陽張氏，鄆州刺史張偉度之孫，洺州長史張越石之女。
      - 玄孙：萧宽，排行第一，濮州濮阳县主簿。
      - 玄孙：萧寂，排行第二。[13]

  - 孙女：萧氏，嫁柳尚德。
- 子：萧球（573年－612年8月18日），字文预，後梁仁化縣開國侯，隋博州深泽县令。母袁氏[14]。夫人袁客仁，字令姿[15]。
  - 孙：萧缮（610年－699年），字懿宗，银青光禄大夫、衢州刺史、蘭陵縣開國男。夫人彭城劉氏，後夫人河東裴氏。[16]
    - 曾孙：萧谦（651年－724年），字思仁，朝散大夫、滁州别驾。
      - 玄孙：蕭習
      - 玄孙：蕭普
      - 玄孙：蕭哲[17]

    - 曾孙：萧思让
    - 曾孙：萧思谦[16]
    - 曾孙：萧思一，排行第六，录事。前夫人宗氏，后夫人崔氏。[18]
    - 曾孙：萧言思，排行第八。[19]

  - 孙：蕭縡，絳州司戶、□州司馬。
    - 曾孙：蕭思訥（－701年），字訥，吉州永新縣令。夫人京兆韋氏，司門郎中韋祚之孫，蘇州常熟縣令韋曄之女。
      - 玄孙：蕭元亨，排行第一。
      - 玄孙：蕭元𠅲，排行第二。
      - 玄孙：蕭元亰，排行第三。
      - 玄孙：蕭元亮，排行第四。[20]
- 子：萧某，武定侯、太子洗马。
  - 孙：萧慎，唐纪王府录事参军，上護軍、朝议郎、行邛州蒲江县令。
    - 曾孙：萧承基[21]
- 子：萧瓒
  - 孙：萧文朗，祕書少監。[22]
- 子：萧琩[22]，後梁武城侯[23]，隋謁者通直員外郎[24]。
  - 孙：萧隆（611年－677年），字道士，瀘州泸川县令。
    - 曾孙：萧憲，同州錄事参军[23]，亳州刺史[22]。

  - 孙：萧叢，太常寺卿。
    - 曾孙：萧弘藝
      - 玄孙：萧德珪（657年－716年），字少逰，韶州錄事參軍。夫人陳郡謝氏。
        - 来孙：萧坦[24]
- 子：萧瑳，杞州別駕、上輕車都尉。
  - 孙：萧玄徹（－636年），字虔明，大都督、上儀同三司。[25]
- 子：萧珽，慈州呂香縣令。
  - 孙：萧弘義（597年－662年），泉州長樂縣令。夫人安定張氏。
    - 曾孙：萧思約
    - 曾孙：萧大忠[26]
- 子：萧璹，邛州臨邛縣令、樂城縣開國侯。
  - 孙女：蕭道濟（618年－695年），封蘭陵縣君，嫁遂州長史廬江何氏。[27]
- 子：萧某
  - 孙：萧某，邢州司兵参军。
    - 曾孙女：排行第四，冥婚武周右翊卫清庙臺斋郎天官常选王豫（667年－694年）。[28]
- 女：萧𫱮媄，字善文，後梁玉山公主，隋义阳郡夫人。嫁柳䛒子隋屯田侍郎柳逊。其侄女蕭氏嫁其子柳尚德。[29]

### 書目
- 《周書卷四十八‧列傳第四十》

### 出處
1. ↑  《周书·卷四十八·列传第四十》：岑字智远，詧第八子也。位至太尉。性简贵，御下严整。及琮嗣位，自以望重属尊，颇有不法，故隋文征入朝。拜大将军，封怀义郡公。
2. ↑  《北史·卷九十三·列传第八十一》：岑字智远，詧第八子也。位至太尉。性简贵，御下严整。及琮嗣位，自以望重属尊，颇有不法。故隋文徵入朝，拜大将军，封怀义郡公。
3. ↑  . 浙江大學中國歷代墓誌數據庫.   [2021-01-13]. （原始内容存档于2021-01-14）.
4. ↑  . 浙江大學中國歷代墓誌數據庫.   [2021-01-13]. （原始内容存档于2021-01-14）.
5. ↑  . 浙江大學中國歷代墓誌數據庫.   [2021-01-13]. （原始内容存档于2021-01-15）.
6. ↑  《大唐故亭山縣令蕭府君（汾）墓誌銘并序》，收入《全唐文补遗》第8辑，第259-260页。
7. ↑  . 浙江大學中國歷代墓誌數據庫.   [2021-01-13]. （原始内容存档于2021-01-14）.
8. ↑  《大唐故汝州司马萧府君（安亲）墓志并序》，收入《全唐文补遗》第8辑，第81页。
9. ↑  《大唐故河南府洛阳县丞兰陵萧府君（徵）墓志铭》，收入《全唐文补遗》第8辑，第138-139页。
10. ↑  《唐故梁吴王曾孙萧君（令懲）墓志记》，收入《全唐文补遗》第5辑，第120-121页。
11. ↑  《大唐韶州樂昌縣令王協故妻蕭氏（貞）墓誌銘并序》，收入《全唐文补遗》第6辑，第323页。
12. ↑  . 浙江大學中國歷代墓誌數據庫.
13. ↑  《唐故太原府太原县丞萧府君（令臣）墓志铭并序》，收入《唐文续拾》卷十五。
14. ↑  . 浙江大學中國歷代墓誌數據庫.
15. ↑  . 浙江大學中國歷代墓誌數據庫.
16. 1 2  《大周故銀青光禄大夫衢州刺史蘭陵公（蕭繕）墓誌并序》，收入《全唐文补遗》第5辑，第247-249页。
17. ↑  《唐故朝散大夫滁州别驾萧府君（谦）墓志铭并序》，收入《全唐文补遗》第6辑，第56-57页。
18. ↑  《蕭録事公（思一）墓誌銘并序》，收入《全唐文补遗》第2辑，第365页。
19. ↑  《衢州蕭使君男（言思）墓誌并序》，收入《全唐文补遗》第2辑，第365-366页。
20. ↑  《唐故吉州永新縣令蘭陵蕭府君（思訥）墓誌銘并序》，收入《秦晉豫新出墓誌蒐佚續編》，第755-756页。
21. ↑  《大唐故上护军朝议郎行邛州蒲江县令萧府君（慎）墓志铭并序》，收入《全唐文补遗》第1辑，第43-44页。
22. 1 2 3  《新唐書·卷七十一·表第十一·宰相世系一》
23. 1 2  《唐故泸州泸川县令兰陵萧君（隆）墓志铭并序》，收入《秦晉豫新出墓誌蒐佚》，第324页。
24. 1 2  《唐故韶州錄事參軍蕭府君（德珪）墓誌銘并序》，收入《秦晉豫新出墓誌蒐佚三編》，第448页。
25. ↑  《大唐上儀同三司蕭府君（玄徹）墓誌銘》，收入西安市长安博物馆编《長安新出墓誌》，文物出版社，2011年。
26. ↑  《大唐泉州長樂縣令蕭府君（弘義）墓誌》，收入《秦晉豫新出墓誌蒐佚續編》，第300-301页。
27. ↑  《唐故朝請大夫遂州長史廬江何府君夫人蘭陵縣君蕭氏（道濟）誌》，收入《大唐西市博物館藏墓誌》。
28. ↑  . 浙江大學中國歷代墓誌數據庫.   [2021-01-13]. （原始内容存档于2021-01-16）.
29. ↑  . 浙江大學中國歷代墓誌數據庫.   [2021-01-13]. （原始内容存档于2021-01-14）.